# کارمنا
کارمنا (به اسپانیایی: Carmena) یک شهرستان در اسپانیا است که در استان تولدو واقع شده‌است.

## خصوصیات
کارمنا ۴۷ کیلومترمربع مساحت و ۸۶۰ نفر جمعیت دارد و ۵۶۲ متر بالاتر از سطح دریا واقع شده‌است.